# St. Jakob Stadion
El St. Jakob Stadion fue un estadio de fútbol situado en la ciudad de Basilea, en el cantón de Basilea-Ciudad en Suiza. Fue la sede del FC Basel. Su dirección es St. Jakobs-Strasse 395, 4020 Basel.

## Historia
Fue inaugurado el 25 de abril de 1954 con el partido internacional amistoso entre la selección de Suiza y la de Alemania. Fue demolido en 1998 y en su lugar se levantó el actual St. Jakob-Park.
Fue sede de varios partidos importantes, entre ellos los partidos de la Copa Mundial de Fútbol de 1954 y cuatro finales de la Recopa de Europa en 1969, 1975, 1979 y 1984.

## Copa del Mundo 1954
Durante la V edición de la Copa Mundial de Fútbol se disputaron partidos de la primera fase, cuartos de final y la semifinal en la que Alemania Federal superaba por goleada a su similar de Austria.
| Fecha       | Fase             | Equipo     |                       | Resultado |                       | Equipo           | Espectadores   |
| ----------- | ---------------- | ---------- | --------------------- | --------- | --------------------- | ---------------- | -------------- |
| 17 de junio | Primera fase     | Inglaterra | Bandera de Inglaterra | 4 - 4     | Bandera de Bélgica    | Bélgica          | 40 000 Reporte |
| 19 de junio | Primera fase     | Uruguay    | Bandera de Uruguay    | 7 - 0     | Bandera de Escocia    | Escocia          | 43 000 Reporte |
| 20 de junio | Primera fase     | Hungría    | Bandera de Hungría    | 8 - 3     | Bandera de Alemania   | Alemania Federal | 65 000 Reporte |
| 23 de junio | Primera fase     | Suiza      | Bandera de Suiza      | 4 - 1     | Bandera de Italia     | Italia           | 30 000 Reporte |
| 26 de junio | Cuartos de final | Uruguay    | Bandera de Uruguay    | 4 - 2     | Bandera de Inglaterra | Inglaterra       | 35 000 Reporte |
| 30 de junio | Semifinal        | Alemania   | Bandera de Alemania   | 6 - 1     | Bandera de Austria    | Austria          | 58 000 Reporte |